# Осики
Осики (пол. Osiki, нім. Schönwiese) — село в Польщі, у гміні Ожиш Піського повіту Вармінсько-Мазурського воєводства.
Населення — 32 особи (2011).
У 1975-1998 роках село належало до Сувальського воєводства.

## Демографія
Демографічна структура станом на 31 березня 2011 року:
|          | Загалом | Допрацездатний вік | Працездатний вік | Постпрацездатний вік |
| -------- | ------- | ------------------ | ---------------- | -------------------- |
| Чоловіки | 16      | 5                  | 9                | 2                    |
| Жінки    | 16      | 2                  | 5                | 9                    |
| Разом    | 32      | 7                  | 14               | 11                   |